# 꽃개오동
꽃개오동(--梧桐)은 꿀풀목 능소화과의 나무이다. 학명은 Catalpa bignonioides이고 전남 구례에서는 노나무라고 부른다.

## 생태
북아메리카 원산이며 겨울에 잎이 지는 큰키나무다. 키는 10~30m쯤 되며 대체로 개오동과 비슷하나, 개오동보다 키가 크고, 잎·잎자루가 길다. 개오동 꽃이 연노란색에 가까운 반면 꽃개오동의 꽃은 하얗다. 나무껍질은 회갈색이고 세로로 얕게 갈라진다. 잎은 달걀 모양이며 주로 마주나지만 돌려나기도 한다. 잎 끝이 길게 뾰족해지며 가장자리는 밋밋하다. 길이는 15~40cm 정도이고 앞면엔 털이 없으나 뒷면 밑부분엔 털이 빽빽하게 난다. 6~7월에 가지 끝의 원추꽃차례에 흰색 꽃이 핀다. 안쪽에 노란색 선이 두 줄 나 있으며, 자갈색 반점이 있다. 열매는 10월에 열며 삭과로 개오동과 비슷하게 길이 20~45cm 정도로 가늘며 아래로 늘어진다.

## 사진

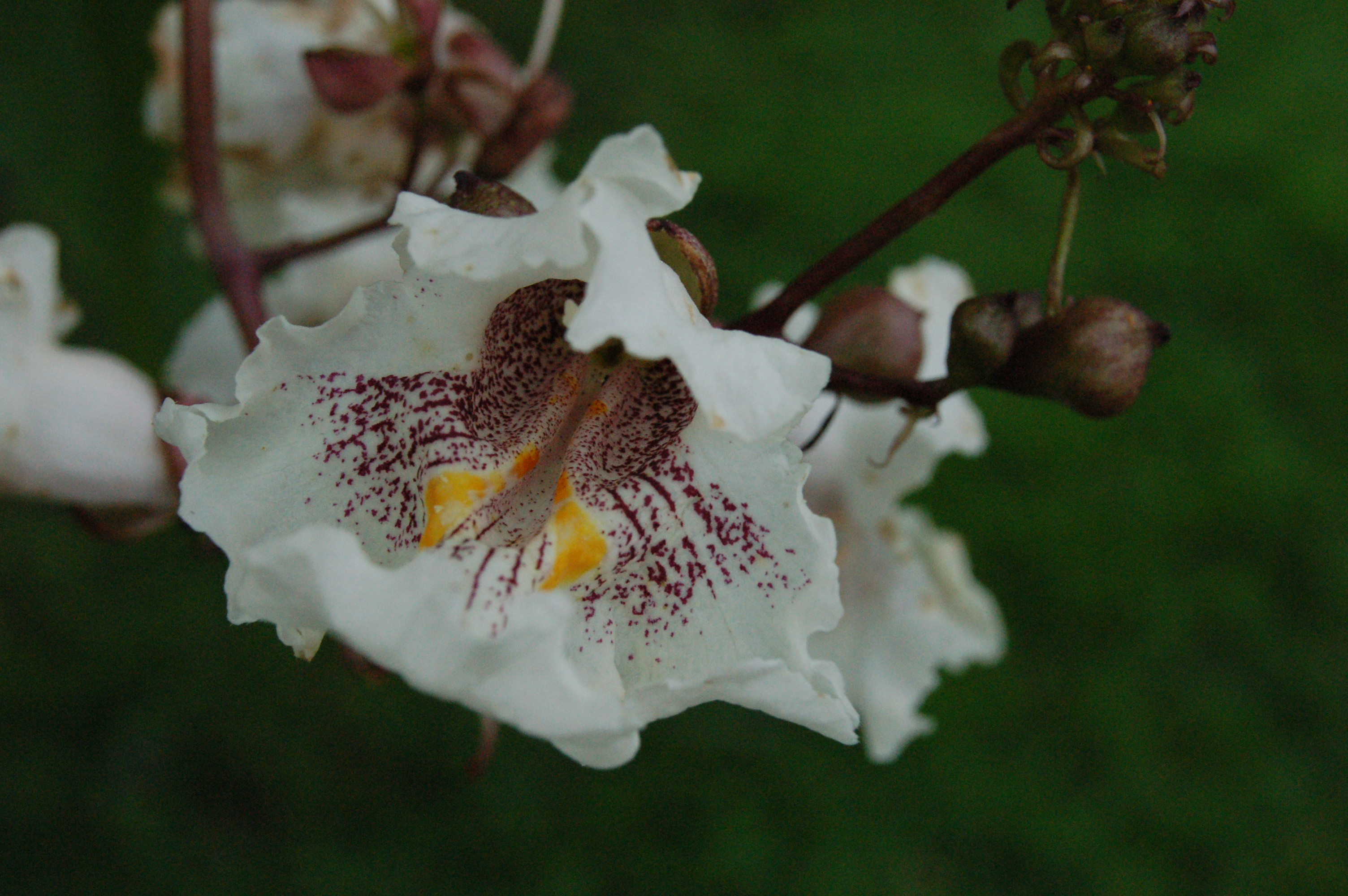
꽃
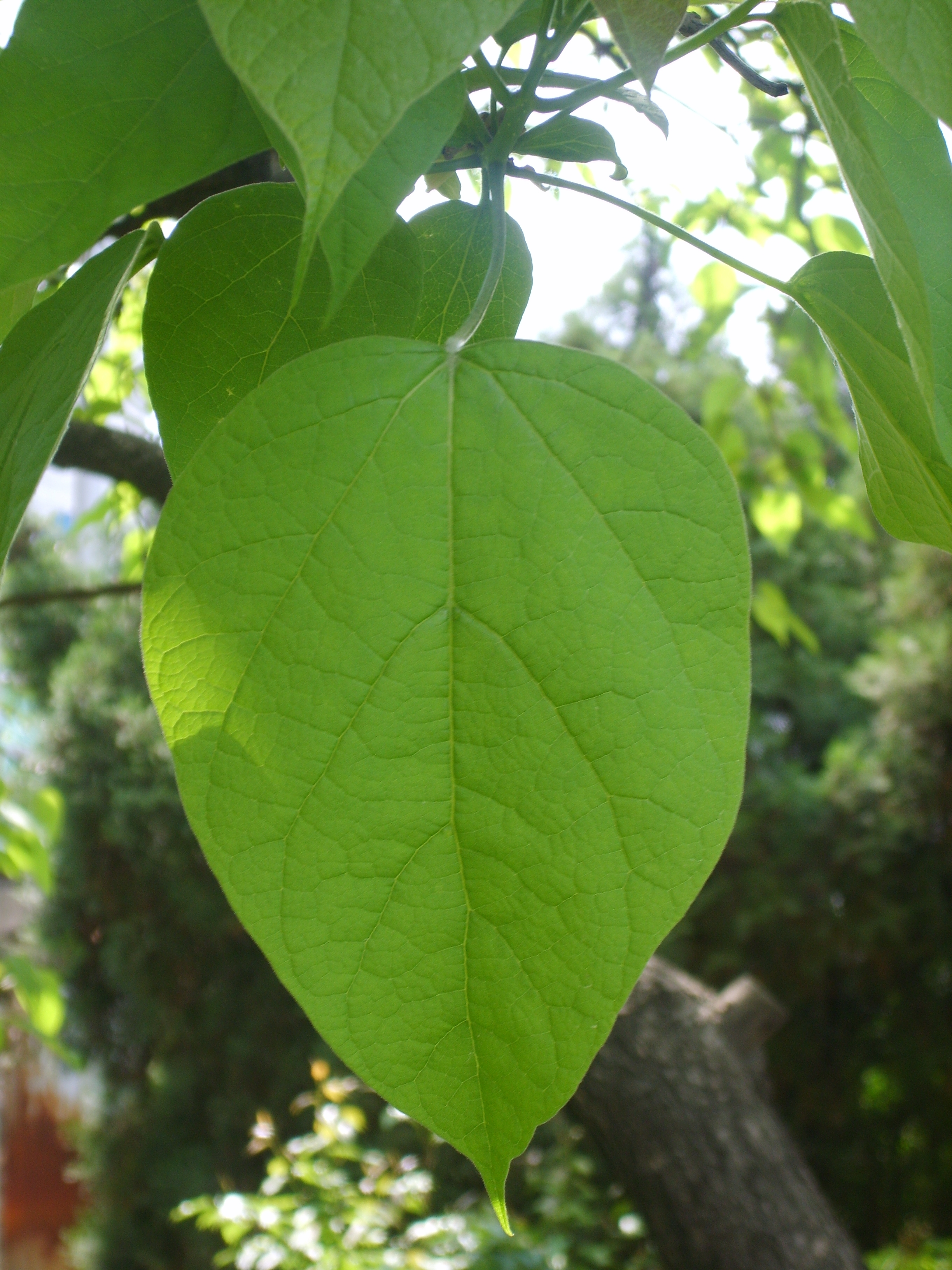
잎
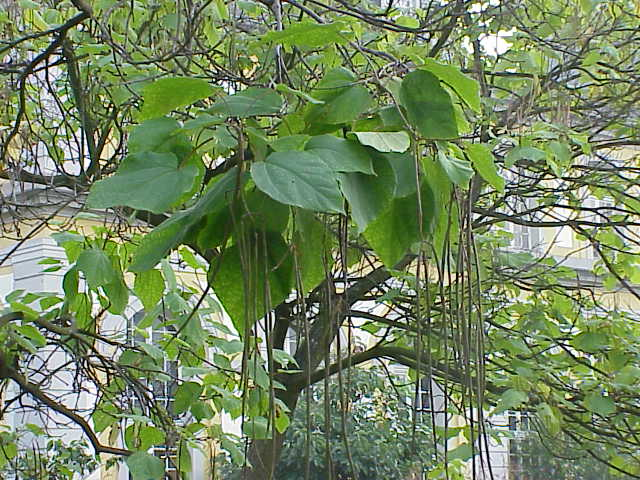
열매
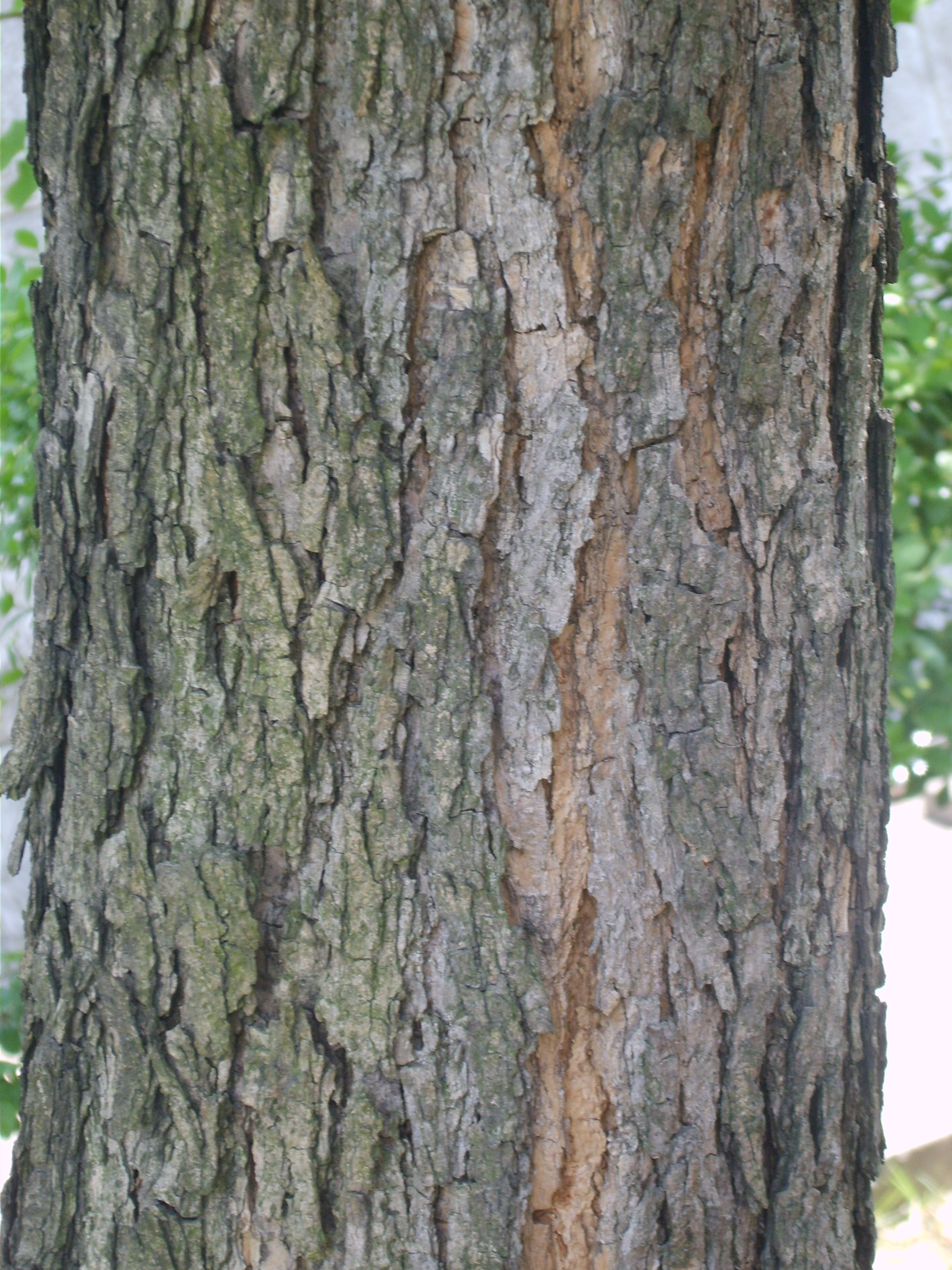
줄기

## 참고 문헌
- 윤주복 (2004). 《나무 쉽게 찾기》. 진선출판사. ISBN 978-89-7221-414-4.
- 풀베개